# Gemeindeorgan
Gemeindeorgane ist in der Bundesrepublik Deutschland der Oberbegriff für die in einer Gemeindeordnung eines Bundeslandes festgelegten Organe einer Stadt, einer Gemeinde oder eines Landkreises.
Die Bezeichnungen und Bedeutungen dieser kommunalen Organe variieren entsprechend in den einzelnen Bundesländern deutlich. Zudem finden sich Unterschiede abhängig davon, ob es sich (nur) um eine Gemeinde oder eine Stadt handelt.
Unter Vertretungsorgan versteht man das von der Bürgerschaft gewählte „Parlament“ einer Gemeinde, wobei es sich verfassungsrechtlich korrekt nicht um ein echtes Parlament, sondern nur um einen Bestandteil der (Selbst-)Verwaltung der Gemeinde handelt. Es ist somit der Exekutive und nicht der Legislative zuzuordnen.
Rechtliche Auseinandersetzungen zwischen verschiedenen Gemeindeorganen werden im Kommunalverfassungsstreit entschieden.
Die Länder Berlin und Hamburg sind Einheitsgemeinden. Hier sind Land und Kommune rechtlich identisch, und die Organe des Landes sind zugleich Kommunalorgane.

## Gremium
| Bundesland             | Gemeinde                                               | Stadt                                                                           | Landkreis |
| ---------------------- | ------------------------------------------------------ | ------------------------------------------------------------------------------- | --------- |
| Baden-Württemberg      | Gemeinderat                                            | Gemeinderat                                                                     | Kreistag  |
| Bayern                 | Gemeinderat bzw. Marktgemeinderat (bei Marktgemeinden) | Stadtrat                                                                        | Kreistag  |
| Berlin                 | entfällt                                               | (= Abgeordnetenhaus)                                                            | entfällt  |
| Brandenburg            | Gemeindevertretung                                     | Stadtverordnetenversammlung                                                     | Kreistag  |
| Bremen                 | entfällt                                               | Stadtbürgerschaft (in Bremen) bzw. Stadtverordnetenversammlung (in Bremerhaven) | entfällt  |
| Hamburg                | entfällt                                               | (= Bürgerschaft)                                                                | entfällt  |
| Hessen                 | Gemeindevertretung                                     | Stadtverordnetenversammlung                                                     | Kreistag  |
| Mecklenburg-Vorpommern | Gemeindevertretung                                     | Stadtvertretung                                                                 | Kreistag  |
| Niedersachsen          | Rat der Gemeinde                                       | Rat der Stadt                                                                   | Kreistag  |
| Nordrhein-Westfalen    | Rat der Gemeinde                                       | Rat der Stadt                                                                   | Kreistag  |
| Rheinland-Pfalz        | Gemeinderat                                            | Stadtrat                                                                        | Kreistag  |
| Saarland               | Gemeinderat                                            | Stadtrat                                                                        | Kreistag  |
| Sachsen                | Gemeinderat                                            | Stadtrat                                                                        | Kreistag  |
| Sachsen-Anhalt         | Gemeinderat                                            | Stadtrat                                                                        | Kreistag  |
| Schleswig-Holstein     | Gemeindevertretung                                     | Stadtverordnetenversammlung                                                     | Kreistag  |
| Thüringen              | Gemeinderat                                            | Stadtrat                                                                        | Kreistag  |

## Mitglieder
Die Mitglieder der Vertretungsorgane tragen in den einzelnen Bundesländern unterschiedliche Bezeichnungen.
| Bundesland             | Gemeinde                  | Stadt                                                                             | Landkreis               |
| ---------------------- | ------------------------- | --------------------------------------------------------------------------------- | ----------------------- |
| Baden-Württemberg      | Gemeinderat               | Stadtrat                                                                          | Kreisrat                |
| Bayern                 | Gemeinderatsmitglied      | Stadtratsmitglied                                                                 | Kreisrat                |
| Berlin                 | entfällt                  | (= Abgeordneter / Mitglied des Abgeordnetenhauses)                                | entfällt                |
| Brandenburg            | Gemeindevertreter         | Stadtverordneter                                                                  | Mitglied des Kreistages |
| Bremen                 | entfällt                  | Mitglied der Stadtbürgerschaft (in Bremen) bzw. Stadtverordneter (in Bremerhaven) | entfällt                |
| Hamburg                | entfällt                  | (= Abgeordneter / Mitglied der Bürgerschaft)                                      | entfällt                |
| Hessen                 | Gemeindevertreter         | Stadtverordneter                                                                  | Kreistagsabgeordneter   |
| Mecklenburg-Vorpommern | Gemeindevertreter         | Stadtvertreter                                                                    | Kreistagsmitglied       |
| Niedersachsen          | Ratsherr/Ratsfrau         | Ratsherr/Ratsfrau                                                                 | Mitglied des Kreistages |
| Nordrhein-Westfalen    | Ratsmitglied              | Ratsmitglied                                                                      | Kreistagsmitglied       |
| Rheinland-Pfalz        | Ratsmitglied              | Ratsmitglied                                                                      | Kreistagsmitglied       |
| Saarland               | Mitglied des Gemeinderats | Mitglied des Stadtrats                                                            | Mitglied des Kreistages |
| Sachsen                | Gemeinderat               | Stadtrat                                                                          | Kreisrat                |
| Sachsen-Anhalt         | Gemeinderat               | Stadtrat                                                                          | Kreistagsmitglied       |
| Schleswig-Holstein     | Gemeindevertreter         | Stadtvertreter                                                                    | Kreistagsabgeordneter   |
| Thüringen              | Gemeinderatsmitglied      | Stadtratsmitglied                                                                 | Kreistagsmitglied       |

## Vorsitz
In einigen Bundesländern wählt das Vertretungsorgan in der konstituierenden Sitzung einen oder mehrere Vorsitzende. Der Vorsitzende des Organs trägt in den einzelnen Bundesländern unterschiedliche Bezeichnungen. In anderen Bundesländern ist der von den Bürgern gewählte Bürgermeister bzw. Oberbürgermeister als Leiter der Verwaltung zugleich geborener Vorsitzender des Vertretungsorgans. Hier gibt es also keinen besonderen Vorsitzenden, doch wird meist ein Mitglied des Vertretungsorgans zum allgemeinen Stellvertreter des Bürgermeisters bzw. Oberbürgermeisters gewählt.
| Bundesland             | Gemeinde                                                                                               | Stadt                                                                                                 | Landkreis                   |
| ---------------------- | --- | --- | --------------------------- |
| Baden-Württemberg      | Bürgermeister                                                                                          | Bürgermeister bzw. Oberbürgermeister (nur in Stadtkreisen und Großen Kreisstädten)                    | Landrat                     |
| Bayern                 | Erster Bürgermeister                                                                                   | Erster Bürgermeister bzw. Oberbürgermeister (nur in kreisfreien Städten und Großen Kreisstädten)      | Landrat                     |
| Berlin                 | entfällt                                                                                               | (= Präsident des Abgeordnetenhauses)                                                                  | entfällt                    |
| Brandenburg            | Vorsitzender der Gemeindevertretung                                                                    | Vorsitzender der Stadtverordnetenversammlung                                                          | Vorsitzender des Kreistages |
| Bremen                 | entfällt                                                                                               | Präsident der Stadtbürgerschaft (in Bremen) bzw. Stadtverordnetenvorsteher (in Bremerhaven)           | entfällt                    |
| Hamburg                | entfällt                                                                                               | (= Präsident der Bürgerschaft)                                                                        | entfällt                    |
| Hessen                 | Vorsitzender der Gemeindevertretung                                                                    | Stadtverordnetenvorsteher                                                                             | Kreistagsvorsitzender       |
| Mecklenburg-Vorpommern | Vorsitzender der Gemeindevertretung (in ehrenamtlich verwalteten Gemeinden ist dies der Bürgermeister) | Stadtvertretervorsteher                                                                               | Kreistagspräsident          |
| Niedersachsen          | Ratsvorsitzender                                                                                       | Ratsvorsitzender                                                                                      | Vorsitzender des Kreistages |
| Nordrhein-Westfalen    | Bürgermeister                                                                                          | Bürgermeister bzw. Oberbürgermeister (nur in Kreisfreien Städten)                                     | Landrat                     |
| Rheinland-Pfalz        | Bürgermeister                                                                                          | Bürgermeister bzw. Oberbürgermeister (nur in Kreisfreien Städten und Großen kreisangehörigen Städten) | Landrat                     |
| Saarland               | Bürgermeister                                                                                          | Bürgermeister                                                                                         | Landrat                     |
| Sachsen                | | |                             |
| Sachsen-Anhalt         | | |                             |
| Schleswig-Holstein     | | |                             |
| Thüringen              | | |                             |

## Verwaltungsorgan
Die Verwaltung wird meist nicht direkt vom „Parlament“ geleitet, doch ist in manchen Bundesländern der Bürgermeister als Leiter der Verwaltung zugleich Vorsitzender des Vertretungsorgans. Es existieren entsprechend den Gemeindeordnungen der Länder jedoch unterschiedliche Modelle der Leitung einer Verwaltung. Entsprechend unterscheiden sich die Bezeichnungen.

### Gremium
Den hauptamtlichen Wahlbeamten der Gemeinde sind in verschiedenen Bundesländern Gremien zur Beratung und Beschlussfassung über Angelegenheiten zur Seite gestellt. Bei Bundesländern, in denen es jedoch kein solches Gremium gibt, steht nur der hauptamtliche Wahlbeamte als Einzelperson an der Spitze der Verwaltung. In diesen Fällen steht in der Tabelle das Wort „entfällt“.
| Bundesland             | Gemeinde                                                   | Stadt                                                                          | Landkreis      |
| ---------------------- | ---------------------------------------------------------- | ------------------------------------------------------------------------------ | -------------- |
| Baden-Württemberg      | entfällt                                                   | entfällt                                                                       | entfällt       |
| Bayern                 | entfällt                                                   | entfällt                                                                       |                |
| Berlin                 | entfällt                                                   | (= Senat)                                                                      | entfällt       |
| Brandenburg            |                                                            | Beigeordnetenkonferenz                                                         |                |
| Bremen                 | entfällt                                                   | Senat (in Bremen) bzw. Magistrat (in Bremerhaven)                              | entfällt       |
| Hamburg                | entfällt                                                   | (= Senat)                                                                      | entfällt       |
| Hessen                 | Gemeindevorstand                                           | Magistrat                                                                      | Kreisausschuss |
| Mecklenburg-Vorpommern | entfällt                                                   | entfällt                                                                       | entfällt       |
| Niedersachsen          | Verwaltungsausschuss                                       | Verwaltungsausschuss                                                           | Kreisausschuss |
| Nordrhein-Westfalen    | Verwaltungsvorstand (nur bei hauptamtlichen Beigeordneten) | Verwaltungsvorstand (nur bei hauptamtlichen Beigeordneten)                     |                |
| Rheinland-Pfalz        | entfällt                                                   | Stadtvorstand (nur in Städten mit zwei oder mehr hauptamtlichen Beigeordneten) |                |
| Saarland               | entfällt                                                   | entfällt                                                                       | entfällt       |
| Sachsen                |                                                            |                                                                                |                |
| Sachsen-Anhalt         |                                                            |                                                                                |                |
| Schleswig-Holstein     |                                                            |                                                                                |                |
| Thüringen              |                                                            |                                                                                |                |

### Mitglieder
Die Mitglieder der Verwaltungsorgane tragen in den einzelnen Bundesländern unterschiedliche Bezeichnungen.
| Bundesland             | Gemeinde                                                                                      | Stadt | Landkreis                                                           |
| ---------------------- | --------------------------------------------------------------------------------------------- | --- | ------------------------------------------------------------------- |
| Baden-Württemberg      | Beigeordneter (nur in Gemeinden ab 10.000 Einwohner möglich, aber nicht zwingend)             | Beigeordneter (nur in Städten ab 10.000 Einwohner möglich, aber nicht zwingend.) In Stadtkreisen und Großen Kreisstädten Beigeordneter mit dem Titel Bürgermeister     | Erster Landesbeamter (als allgemeiner Vertreter des Landrats)       |
| Bayern                 | entfällt                                                                                      | entfällt |                                                                     |
| Berlin                 | entfällt                                                                                      | (= Senator) | entfällt                                                            |
| Brandenburg            | entfällt                                                                                      | Beigeordnete/r (in kreisfreien Städten auch Bürgermeister, als Vertreter des Oberbürgermeisters)                                                                       | Beigeordnete/r                                                      |
| Bremen                 | entfällt                                                                                      | Senator (in Bremen) bzw. Mitglied des Magistrats (in Bremerhaven) | entfällt                                                            |
| Hamburg                | entfällt                                                                                      | (= Senator) | entfällt                                                            |
| Hessen                 | Beigeordneter                                                                                 | Stadtrat - in Städten ab 50.000 Ew. trägt der Erste Beigeordnete die Bezeichnung Bürgermeister.                                                                        | Beigeordneter - der Erste Kreisbeigeordnete ist hauptamtlich tätig. |
| Mecklenburg-Vorpommern | Stellvertreter des Bürgermeisters                                                             | Stellvertreter des Bürgermeisters bzw. Beigeordneter (ab 40.000 Einwohner möglich) (die Stellvertreter können ggf. die Bezeichnung "Stadtrat" oder "Senator" erhalten) | Beigeordnete/r                                                      |
| Niedersachsen          | Mitglied des Verwaltungsausschusses bzw. Beigeordneter bzw. Stellvertreter des Bürgermeisters | Mitglied des Verwaltungsausschusses bzw. Beigeordneter bzw. Stellvertreter des Bürgermeisters oder Oberbürgermeisters                                                  | Mitglieder des Kreisausschusses                                     |
| Nordrhein-Westfalen    | Beigeordneter                                                                                 | Beigeordneter |                                                                     |
| Rheinland-Pfalz        | entfällt                                                                                      | Bürgermeister bzw. Oberbürgermeister (nur in Kreisfreien Städten und Großen kreisangehörigen Städten) und Beigeordnete                                                 |                                                                     |
| Saarland               | entfällt                                                                                      | entfällt | entfällt                                                            |
| Sachsen                |                                                                                               | |                                                                     |
| Sachsen-Anhalt         |                                                                                               | |                                                                     |
| Schleswig-Holstein     |                                                                                               | |                                                                     |
| Thüringen              |                                                                                               | |                                                                     |

### Vorsitz bzw. Einzelperson
Das vorsitzende Mitglied des Verwaltungsorgans trägt dementsprechend auch in den einzelnen Bundesländern unterschiedliche Bezeichnungen. Bei Bundesländern, in denen es kein Gremium als Verwaltungsorgan gibt, steht eine Einzelperson an der Spitze der Verwaltung. In diesen Fällen erübrigt sich die Funktion „Vorsitz des Verwaltungsorgans“.
| Bundesland             | Gemeinde                                                      | Stadt                                                                                                 | Landkreis |
| ---------------------- | ------------------------------------------------------------- | --- | --------- |
| Baden-Württemberg      | Bürgermeister                                                 | Bürgermeister bzw. Oberbürgermeister (nur in Stadtkreisen und Großen Kreisstädten)                    | Landrat   |
| Bayern                 |                                                               | |           |
| Berlin                 |                                                               | (= Regierender Bürgermeister)                                                                         |           |
| Brandenburg            | Bürgermeister (ehrenamtlich, ab 5.000 Einwohner hauptamtlich) | Bürgermeister, Oberbürgermeister (in kreisfreien Städten)                                             | Landrat   |
| Bremen                 |                                                               | |           |
| Hamburg                |                                                               | (= Erster Bürgermeister)                                                                              |           |
| Hessen                 | Bürgermeister                                                 | Bürgermeister - in Städten ab 50.000 Ew. trägt der Bürgermeister die Bezeichnung Oberbürgermeister.   | Landrat   |
| Mecklenburg-Vorpommern |                                                               | | Landrat   |
| Niedersachsen          | Bürgermeister                                                 | Bürgermeister bzw. Oberbürgermeister (nur in kreisfreien Städten, Göttingen und Hannover)             | Landrat   |
| Nordrhein-Westfalen    | Bürgermeister                                                 | Bürgermeister bzw. Oberbürgermeister (nur in Kreisfreien Städten)                                     |           |
| Rheinland-Pfalz        | Bürgermeister                                                 | Bürgermeister bzw. Oberbürgermeister (nur in Kreisfreien Städten und Großen kreisangehörigen Städten) |           |
| Saarland               | Bürgermeister                                                 | Bürgermeister - in Städten ab 50.000 Ew. trägt der Bürgermeister die Bezeichnung Oberbürgermeister.   | Landrat   |
| Sachsen                |                                                               | |           |
| Sachsen-Anhalt         |                                                               | |           |
| Schleswig-Holstein     |                                                               | |           |
| Thüringen              |                                                               | |           |